# Golpe de Estado na Bolívia em 1936
O Golpe de Estado na Bolívia em 1936, também conhecido como Revolução Socialista de 1936, foi um golpe civil-militar na Bolívia que depôs o presidente José Luis Tejada Sorzano, pondo fim à ordem política tradicional e antecipando o período do Socialismo Militar no país. Em 17 de maio de 1936, após o maior movimento grevista conhecido até então na Bolívia, os militares comandados pelo jovem tenente-coronel Germán Busch derrubaram o governo de Tejada. Busch manteve as rédeas do governo até 22 de maio, quando o coronel David Toro chegou do Chaco e assumiu a presidência sob uma junta militar apoiada pelas forças armadas, trabalhadores organizados e o Partido Socialista Unificado.

## Contexto político
A Guerra do Chaco (1932–1935) terminou em 14 de junho de 1935. A conclusão do conflito foi supervisionada pelo presidente José Luis Tejada Sorzano. Ele havia sido o vice-presidente de Daniel Salamanca, que em novembro de 1934 foi deposto pelos militares depois de ter estado em conflito frequente com o alto comando desde o início da guerra. Desejando manter as aparências democráticas, o exército permitiu que o vice-presidente Tejada Sorzano assumisse a presidência.
A desastrosa derrota da Bolívia na Guerra do Chaco teve o efeito imediato de mergulhar a nação em um tumulto. A tradicional classe política que governou o país por meio século, e da qual Tejada Sorzano fazia parte, viu seu apoio evaporar com o retorno de veteranos à vida civil em busca de uma mudança no status quo. Tejada Sorzano enfrentou o descontentamento tanto dos militares quanto da população civil, bem como o rápido aumento da inflação como resultado da Guerra do Chaco e da Grande Depressão.

### Impasse no governo
A incapacidade dos partidos tradicionais de lidar com as crescentes tensões políticas foi atribuída ao seu fracasso em aglutinar-se diante dos movimentos sociais que se unificam rapidamente. O principal ponto de discórdia que bloqueava uma coalizão eram as disputas pela liderança. O presidente Salamanca havia sido membro do Partido Republicano Genuíno (PRG), mas seu vice-presidente, José Luis Tejada Sorzano, era membro do Partido Liberal (PL). As eleições haviam sido realizadas em 1934 e o candidato do PRG, Franz Tamayo, venceu, mas, devido ao golpe ocorrido no mesmo mês, os resultados foram anulados. Por causa disso, o PRG continuou pressionando para que Tamayo fosse aceito, enquanto os liberais desejavam manter Tejada Sorzano como presidente. A terceira facção, o Partido Republicano Socialista (PRS), jogava o PRG e o PL um contra o outro, mantendo o impasse político.

### Revolta nas forças armadas
Os militares viram-se lidando com seus próprios conflitos internos. A classe dos oficiais superiores, desacreditada pelas táticas fracassadas durante a Guerra do Chaco, foi forçada a renunciar em favor dos jovens oficiais liderados pelo imensamente popular tenente-coronel Germán Busch. Embora Busch fosse um militar competente, sua falta de habilidade política levou ele e os jovens oficiais ao seu redor a aceitar o coronel David Toro, mais politicamente diplomático, como líder de seu movimento. O resultado de tudo isso foi uma mudança para a esquerda no comando militar, que era muito mais simpático ao movimento social emergente no país.

### Greve dos sindicatos de trabalhadores
Entre as maiores preocupações do governo estava o retorno dos trabalhadores sindicalizada. O movimento trabalhista foi fortalecido pelo descontentamento com a economia em espiral e o retorno dos sindicalistas, logo superando seu pico de influência em 1932. A partir de 1935, foram organizadas greves de trabalhadores, lideradas pelos dois principais sindicatos, a Federación Obrera del Trabajo (FOT) e a Federación Obrera Local (FOL). Em resposta ao aumento dos preços em novembro, a FOT fez um apelo por aumentos salariais de 100% para os trabalhadores e uma redução nos preços de aluguel e bens de consumo. Isso desencadeou uma série de greves em todo o país, levando-o à crise.

## Crise e golpe
As medidas governamentais equivaleram ao "decreto de câmbio único" que desvalorizou o boliviano e serviu apenas para agravar a situação. Por fim, a FOT, liderada pelo militante trabalhista Waldo Álvarez, enviou um ultimato ao governo exigindo a importação gratuita de produtos de primeira necessidade, aumento de 100% dos salários, redução do aluguel, proibição do trabalho noturno, suspensão do estado de sítio, garantias de liberdade de reunião, associação, imprensa e organização sindical, lar para os mutilados e os inválidos da guerra e trabalho para os ex-combatentes.
Em 15 de abril de 1936, o jornal La República noticiou que "a FOT estava preparando um grande comício". No entanto, estes entraram em colapso em 25 de abril. Como resultado, as greves pioraram a ponto de, em 10 de maio, os próprios jornais fecharem com a adesão de jornalistas à greve. A essa altura, os protestos evoluíram para o maior movimento grevista que o país já havia visto até então.
As greves, apoiadas pela FOT e pela FOL, também receberam o aval do recém-criado Partido Socialista Unificado (PSU), trazendo para elas um elemento de esquerda mais radical. Uma aliança formal foi estabelecida entre o PSU e a FOT em 15 de maio com as assinaturas de Carlos Montenegro e Waldo Álvarez, entre outros. As tentativas de último recurso do governo de formar um gabinete de unidade nacional com a oposição fracassaram. Na verdade, os liberais haviam perdido um componente de sua coalizão quando, em 4 de fevereiro, os socialistas republicanos, observando que os prognósticos eram desfavoráveis, retiraram-se, assinando um "pacto" com o PSU contra o governo.

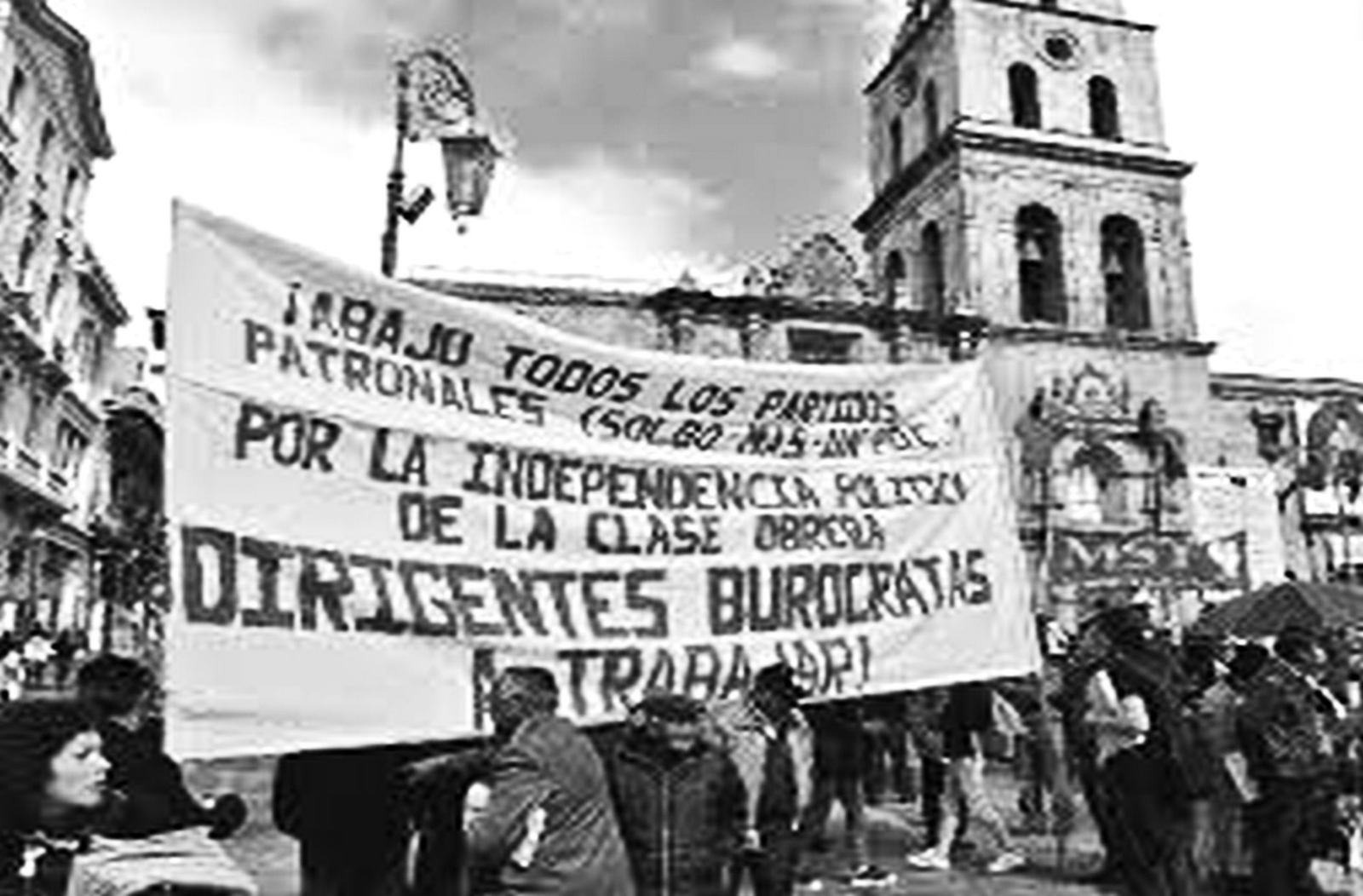
Uma mobilização sindical na Plaza San Francisco, na cidade de La Paz

Diante do perigo de uma revolta, o governo convocou os militares para intervir. La Calle relatou que o exército havia recebido ordens de "disparar contra o povo que fosse a favor da greve". No entanto, não haveria repressão por parte dos militares, pois Álvarez havia conseguido se encontrar com David Toro e Germán Busch e havia assegurado compromissos de não intervenção.
O ponto culminante dessas greves ocorreu na noite de 16 de maio de 1936. Um "Comitê Revolucionário" formado por Enrique Baldivieso, Carlos Montenegro e Augusto Céspedes, entre muitos outros, iniciou uma série de movimentos abertamente revolucionários em La Paz.  O Club de la Unión "um lugar da aristocracia" foi ocupado e uma bandeira vermelha hasteada no local. Seguiu-se a Prefeitura que se viu totalmente cercada por militantes de esquerda.
Finalmente, na manhã de 17 de maio, os militares intervieram e emitiram um pedido oficial de renúncia do presidente José Luis Tejada Sorzano. O presidente afirmaria mais tarde que na época do golpe estava "dormindo tranquilamente em minha residência particular, quando por volta das 7:30 da manhã fui acordado pela cuidadora dos meus filhos que me disse que na porta da frente havia alguns civis e soldados que disseram para me procurar. Há muito tempo familiarizado com os alvoroços revolucionários, entendi que meu mandato havia terminado. Eu indiquei que ela deveria dizer aos comissários que eu estava de cama e que poderia recebê-los às 9:00."  O pedido de espera foi negado e Tejada Sorzano posteriormente emitiu uma breve proclamação à nação renunciando à presidência. Ele é citado como tendo dito a um dos soldados "Diga ao Coronel Busch, sem deturpar minhas palavras, que não deixei de elogiar seu cavalheirismo e destreza militar e que lamento por ele que tenha sido colocado nesta situação." O ex-presidente logo depois deixou o país para se exilar em Arica, no Chile.

## Consequências e legado
O golpe transcorreu sem derramamento de sangue e teve amplo apoio social. Foi instituída uma junta civil-militar que nomeou Germán Busch como presidente provisório até que o coronel David Toro pudesse retornar da inspeção do desarmamento das tropas no Chaco. Na tarde de 17 de maio, o novo regime e os sindicatos sob Álvarez iniciaram negociações com Busch, que concordou com todas as demandas listadas. No dia seguinte, os sindicatos ordenaram que "todos os empregados, trabalhadores do comércio, indústria, bancos, ferrovias e transportes, retornem imediatamente aos seus respectivos postos de trabalho". Toro chegou em 20 de maio e assumiu a presidência em 22 de maio. No mesmo dia, foi emitido um decreto concedendo ampla anistia a todos os processados, confinados e exilados por crimes políticos, enquanto o estado de sítio e as restrições à imprensa foram suspensos.
O sucesso da revolta foi um choque para a oligarquia liberal e pôs fim ao seu forte controle do poder. Começou uma curta era de uma ideia experimental conhecida como Socialismo Militar, que seria defendida por Toro e Busch até a morte prematura deste último em 1939. O primeiro aniversário da "Revolução Socialista de 1936" foi declarado feriado nacional em 1937.

## Nota
- Este artigo foi inicialmente traduzido, total ou parcialmente, do artigo da Wikipédia em inglês cujo título é «1936 Bolivian coup d'état».